# بيلد

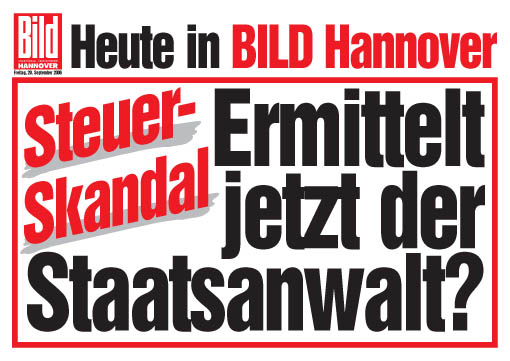
صحيفة بليد - صحيفة ألمانية يومية

صحيفة بيلد (بالألمانية: Bild Zeitung) هي صحيفة ألمانية تصدر يوميا فيما عدا يوم الأحد والعطل الرسمية في ألمانيا وصدر العدد الأول منها في (24 يونيو 1952)عن شركة أكسل شبرينقر.

## وصلات خارجية
- (بالألمانية)

```
موقع الصحيفة الإلكتروني
```